# Peligros
Peligros település Spanyolországban, Granada tartományban. Peligros Albolote, Calicasas, Güevéjar, Pulianas és Maracena községekkel határos. Lakosainak száma 11 674 fő (2024).

## Népesség
A település népessége az elmúlt években az alábbi módon változott:
| Lakosok száma | 7644 | 9573 | 10 385 | 10 910 | 11 021 | 11 212 | 11 242 | 11 394 | 11 544 | 11 674 |
|               | 2001 | 2004 | 2006   | 2009   | 2011   | 2014   | 2016   | 2019   | 2021   | 2024   |